# Пенькерьозеро
Пенькерьозеро — озеро на территории Куземского сельского поселения Кемского района Республики Карелия.

## Общие сведения
Площадь озера — 1,2 км². Располагается на высоте 103,9 метров над уровнем моря.
Форма озера лопастная, продолговатая, вытянуто с запада на восток. Берега каменисто-песчаные, местами заболоченные.
Через озеро протекает ручей Пенькерь, впадающий в реку Поньгома.
Населённые пункты возле озера отсутствуют. Ближайший — посёлок Шомба — расположен в 20 км к юго-западу от озера.
Код объекта в государственном водном реестре — 02020000711102000003818.